# John Boles

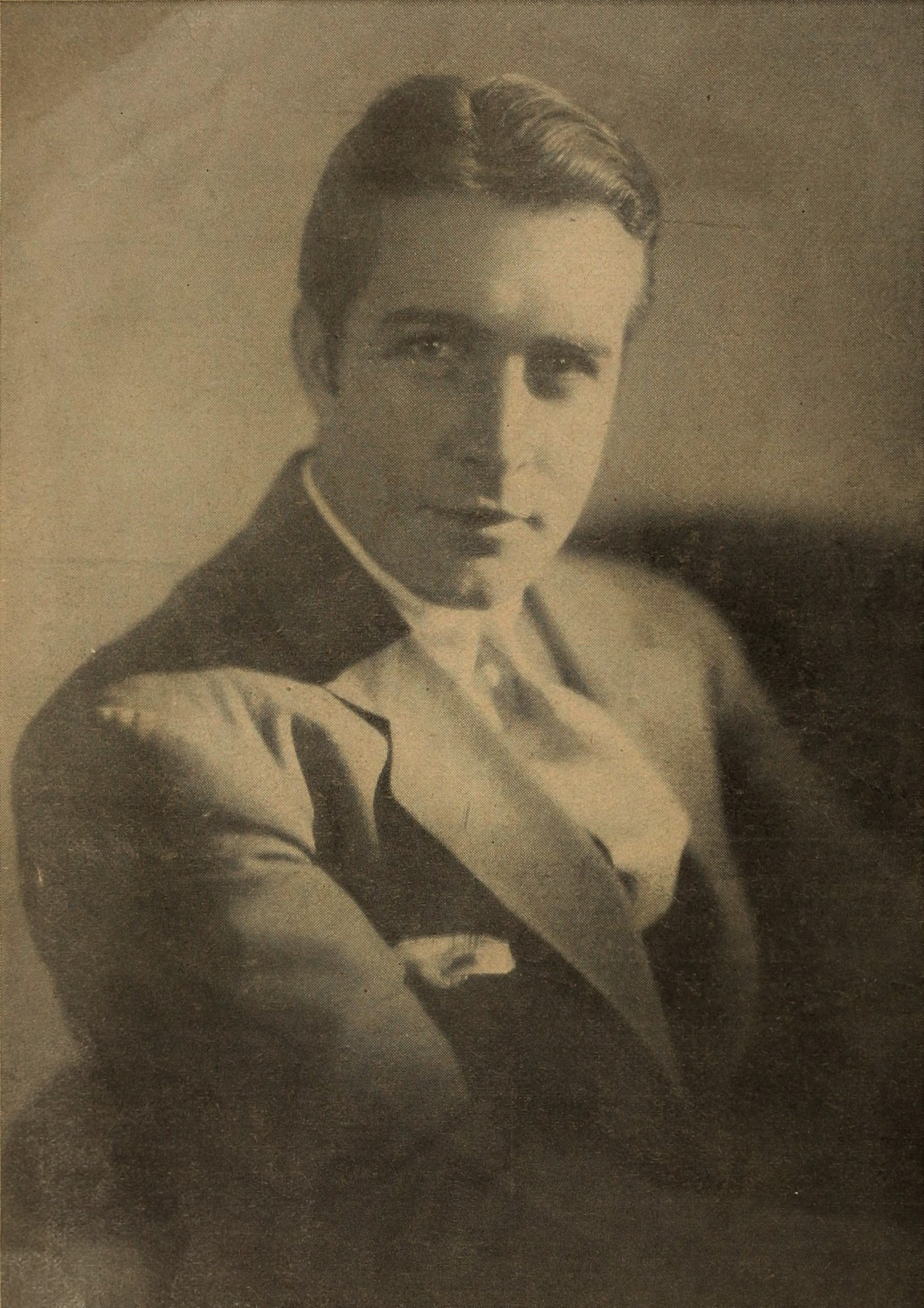
John Boles (1930)

John Boles (* 27. Oktober 1895 in Greenville, Texas; † 27. Februar 1969 in San Angelo, Texas) war ein US-amerikanischer Bühnen- und Filmschauspieler.

## Karriere
John Boles war der Sohn eines wohlhabenden Bankers und schlug zunächst eine Laufbahn beim Militär ein. Während des Ersten Weltkriegs war er als Geheimagent der Entente in Europa und der Türkei tätig. Nach dem Krieg gab er seine Tätigkeit auf und wurde Schauspieler. Zunächst spielte er auf verschiedenen Bühnen und gab im Jahr 1925 sein Leinwanddebüt in dem Stummfilm Der Ehe ewiges Einerlei. Boles Durchbruch als Schauspieler stellte sich jedoch erst mit dem Beginn des Tonfilms ein. Die Musicalverfilmung Rio Rita aus dem Jahr 1929 brachte ihm etliche weitere Rollen als romantischer Held in Operetten und Musicals.
Groß, dunkelhaarig und mit einer tiefen, sonoren Stimme versehen, war Boles zunächst bei Universal unter Vertrag und hatte einen seiner größten Erfolge 1931 als Victor Moritz im Horrorklassiker Frankenstein. Auch in der Verfilmung des Fannie-Hurst-Bestsellers Back Street, der die traurige Geschichte einer jungen Frau, gespielt von Irene Dunne, schildert, die über Jahrzehnte die entsagungsreiche Geliebte eines erfolgreichen, selbstsüchtigen Politikers ist, überzeugte er. 1933 war Boles in Only Yesterday, dem Leinwanddebüt von Margaret Sullavan, erneut als selbstsüchtiger Mann zu sehen, der Sullavan mit einem unehelichen Kind sitzenlässt. In der Verfilmung von Edith Whartons The Age of Innocence war er 1934 erneut neben Irene Dunne zu sehen. Ebenfalls 1934 war er an der Seite von Ann Harding in The Life of Vergie Winters.
Nach dem Ende seines Studiovertrages bei Fox arbeitete er für verschiedene Filmstudios, konnte seine Popularität aber nicht lange halten. Die wichtigste Rolle seiner späten Karriere war wohl der ernsthafte Ehemann von Barbara Stanwyck in King Vidors Melodram Stella Dallas von 1937. Im Jahr 1943 kehrte John Boles dem Film den Rücken und arbeitete anschließend als Bühnenschauspieler. Seine letzte von über 50 Filmrollen spielte er in Babes in Bagdad, einer Low-Budget-Produktion aus dem Jahr 1952 neben Paulette Goddard und Gypsy Rose Lee, zweier ebenfalls in die Jahre gekommener Ikonen vergangener Filmzeiten. Im Fernsehen war er im Gegensatz zu vielen seiner Kollegen nie zu sehen. John Boles starb am 27. Februar 1969 an einem Herzinfarkt im Alter von 73 Jahren. Er hinterließ seine Frau und zwei Töchter.

## Filmografie (Auswahl)
- 1924: Der Ehe ewiges Einerlei (So This Is Marriage?)
- 1925: Zwei Personen suchen einen Pastor (Excuse Me)
- 1929: Die letzte Warnung (The Last Warning)
- 1929: Zarte Schultern (Scandal)
- 1929: Rio Rita
- 1930: Der Jazzkönig (King of Jazz)
- 1931: Frankenstein
- 1931: Meine Kinder – mein Glück (Seed)
- 1932: Seitenwege des Lebens (Back Street)
- 1933: Eine Frau vergisst nicht (Only Yesterday)
- 1933: Meine Lippen lügen nicht (My Lips Betray)
- 1934: The Life of Vergie Winters
- 1934: Liebesreigen (Music in the Air)
- 1934: The Age of Innocence
- 1934: Weiße Parade (The White Parade)
- 1934: Alles Schwindel! (Bottoms Up)
- 1934: Wir senden Sonne (Stand Up and Cheer!)
- 1935: Lockenköpfchen (Curly Top)
- 1935: Der kleinste Rebell (The Littlest Rebel)
- 1936: Craig’s Wife
- 1937: Stella Dallas
- 1938: Romance in the Dark
- 1942: Between Us Girls
- 1943: Thousands Cheer
- 1952: Babes in Bagdad